# Echinosigra
Genre
Echinosigra est un genre d'oursins irréguliers de la famille des Pourtalesiidae. 

## Description et caractéristiques
Ce sont des oursins très irréguliers, dont la forme a évolué de la sphère vers une forme très allongée et pourvue d'un rostre, évoquant une bouteille. De plus, cette forme est très évolutive avec l'âge de l'animal, ce qui complique encore plus l'identification. 

## Habitat et mode de vie
Ce sont des oursins abyssaux, inféodés au plus profond des abysses.
Ils semblent se nourrir à la manière des holothuries, en ingérant la pellicule superficielle du sédiment qui contient une fraction de matière nutritive. 

## Liste des espèces
Selon World Register of Marine Species (9 décembre 2015) :
- sous-genre Echinosigra (Echinogutta) Mironov, 1997
  - Echinosigra amphora Mironov, 1974
  - Echinosigra antarctica Mironov, 1974
  - Echinosigra fabrefacta Mironov, 1974
  - Echinosigra valvaedentata Mironov, 1974
- sous-genre Echinosigra (Echinosigra) Mortensen, 1907
  - Echinosigra mortenseni Mironov, 1974
  - Echinosigra phiale (Thomson, 1873) -- Espèce-type
  - Echinosigra porrecta Mironov, 1974
  - Echinosigra vityazi Mironov, 1997

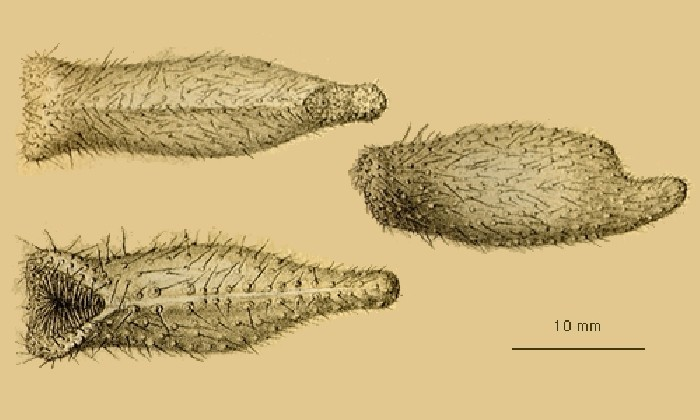
Echinosigra amphora